# مايكل مولر
مايكل مولر (بالألمانية: Michael Müller) (و. 1889 – 1970 م) هو عالم عقيدة، وأستاذ جامعي، من ألمانيا، ولد في بامبرغ، توفي عن عمر يناهز 81 عاماً.

## مناصب وهيئات
أدار جامعة فورتسبورغ.